# حزب‌سالاری
حزب‌سالاری یک شکل واقعی از حکومت است که در آن یک یا چند حزب سیاسی در فرایند سیاسی غالب هستند، نه شهروندان و یا سیاستمداران فردی.